# Sesso, parlano le donne
Sesso, parlano le donne è stato un talk show televisivo italiano andato in onda su TMC dal 10 marzo 2000 al 2001.
È stato condotto da Anna Pettinelli, in solitaria nella sua prima edizione, e con la partecipazione di Cinzia Leone nella seconda.

## Descrizione
La trasmissione era un talk show femminile che faceva da traino a una puntata del telefilm Sex and the City introducendone il tema. Andava in onda alle 23.00 circa su TMC ogni venerdì. 
Prevedeva la partecipazione di sole donne, sia nel pubblico, sia come opinioniste, intente a raccontare le loro esperienze sessuali col supporto della psicologa Adele Fabrizi. Vi era soltanto una presenza maschile che dava il suo parere riguardo al tema trattato dalla trasmissione, incentrato sempre sulla sessualità, che cambiava ogni settimana.